# Markasjön, Småland
Markasjön är en sjö i Tingsryds kommun i Småland och ingår i Nättrabyåns huvudavrinningsområde. Sjön har en area på 0,159 kvadratkilometer och ligger 127,9 meter över havet. Vid provfiske har bland annat abborre, braxen, gädda och mört fångats i sjön.

## Delavrinningsområde
Markasjön ingår i det delavrinningsområde (626415-146748) som SMHI kallar för Utloppet av Djupasjön. Medelhöjden är 132 meter över havet och ytan är 14,71 kvadratkilometer. Det finns inga avrinningsområden uppströms utan avrinningsområdet är högsta punkten. Vattendraget som avvattnar avrinningsområdet har biflödesordning 2, vilket innebär att vattnet flödar genom totalt 2 vattendrag innan det når havet efter 48 kilometer. Avrinningsområdet består mestadels av skog (62 procent), öppen mark (13 procent) och jordbruk (12 procent). Avrinningsområdet har 2,04 kvadratkilometer vattenytor vilket ger det en sjöprocent på 7,8 procent.

## Fisk
Vid provfiske har följande fisk fångats i sjön:
- Abborre
- Braxen
- Gädda
- Mört
- Sutare